# Osterode am Harz
Osterode am Harz [ɔstəˈroːdə] ist eine Mittelstadt und selbständige Gemeinde im Südosten des Landes Niedersachsen im Landkreis Göttingen am südwestlichen Rand des Oberharzes. Osterode am Harz war die Kreisstadt des am 1. November 2016 mit dem Landkreis Göttingen fusionierten Landkreises Osterode am Harz.

## Geografie

### Geografische Lage

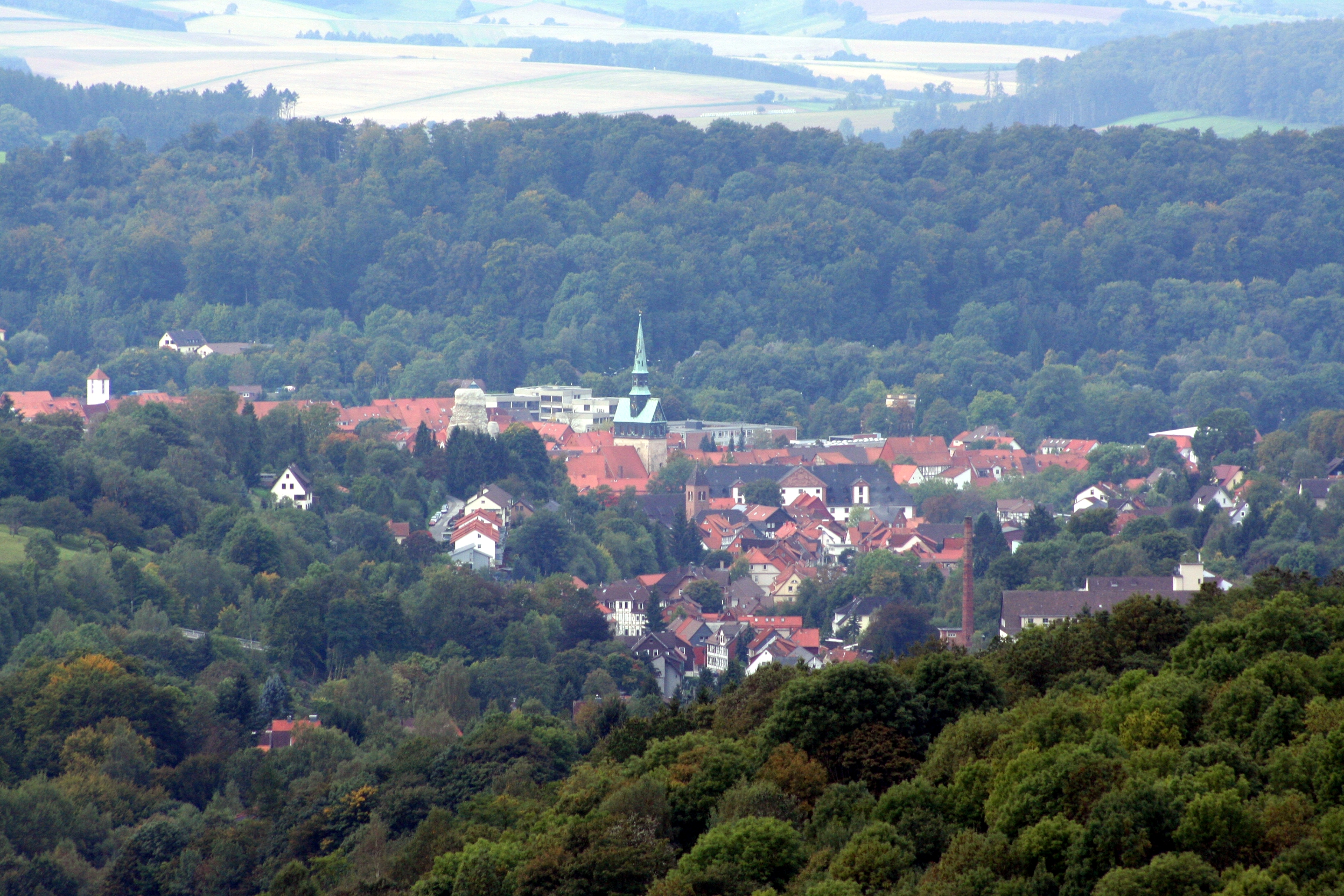
Osterode

Die Stadt Osterode am Harz liegt in einem von Nordwest nach Südost verlaufenden Tal zwischen Harz und den Erhebungen des Harzvorlandes, die im Bereich der Ortsteile Petershütte und Katzenstein steil abfallen und als Gipsklippen zu Tage treten.
Im Südosten der Stadt befindet sich ein sumpfiges Gebiet mit mehreren teils natürlichen, teils künstlichen Teichen.
Durch die Stadt fließt die Söse, die etwa 5 km vor der Stadt zur Sösetalsperre aufgestaut wird. Die Söse-Talsperre wurde 1931 fertiggestellt und hat ein Fassungsvermögen von 25,5 Millionen m³; durch die Harzwasserwerke wird Trinkwasser bis nach Bremen geliefert. In Osterode münden die Apenke und der Lerbach in die Söse.

### Stadtgliederung
Zur Stadt Osterode am Harz gehören folgende Ortschaften:
- Dorste (1.240 Einwohner)
- Düna (117 Einwohner)
- Förste/Nienstedt (2.037 Einwohner) mit den Ortsteilen Förste (1.708 Einwohner) und Nienstedt (329 Einwohner)
- Freiheit (1.623 Einwohner)
- Lasfelde/Petershütte/Katzenstein (2.562 Einwohner)
- Lerbach (777 Einwohner)
- Marke (97 Einwohner)
- Kernstadt (12.059 Einwohner)
- Riefensbeek-Kamschlacken (223 Einwohner)
- Schwiegershausen (1.441 Einwohner)

(Stand: 31. Dezember 2023)
Die Ortschaften Freiheit, Lasfelde, Petershütte und Katzenstein schließen baulich direkt an die Kernstadt Osterode an, Lerbach hat nur einen sehr geringen Abstand. Die anderen Ortschaften werden von der Bebauung als eigenständige Dörfer wahrgenommen, wobei Förste und Nienstedt ebenfalls direkt aneinander angebunden und lediglich durch den Flusslauf der Söse getrennt sind.
Insgesamt leben etwas mehr als 1/4 aller Bewohner Osterodes außerhalb des Kernstadtgebiets (Stand Mitte 2012).

### Klima
|                       | Jan  | Feb  | Mär  | Apr  | Mai  | Jun  | Jul  | Aug  | Sep  | Okt  | Nov  | Dez  |   |       |
| Mittl. Tagesmax. (°C) | 3    | 4    | 8    | 13   | 18   | 21   | 22   | 22   | 19   | 14   | 8    | 4    | ⌀ | 13    |
| Mittl. Tagesmin. (°C) | −2   | −2   | 0    | 3    | 7    | 10   | 12   | 12   | 9    | 6    | 2    | −1   | ⌀ | 4,7   |
|                       |      |      |      |      |      |      |      |      |      |      |      |      |   |       |
| Niederschlag (mm)     | 69,7 | 56,6 | 61,8 | 62,5 | 67,8 | 96,8 | 81,1 | 80,6 | 65,0 | 53,8 | 68,9 | 85,2 | Σ | 849,8 |
|                       |      |      |      |      |      |      |      |      |      |      |      |      |   |       |
| Sonnenstunden (h/d)   | 1    | 2    | 3    | 5    | 7    | 7    | 6    | 6    | 5    | 3    | 2    | 1    | ⌀ | 4     |
|                       |      |      |      |      |      |      |      |      |      |      |      |      |   |       |
| Regentage (d)         | 11   | 9    | 10   | 10   | 10   | 11   | 10   | 10   | 9    | 9    | 11   | 12   | Σ | 122   |

| −2 |

| −2 |

| 0 |

| 3 |

| 7 |

| 10 |

| 12 |

| 12 |

| 9 |

| 6 |

| 2 |

| −1 |

| −2 |

| −2 |

| 0 |

| 3 |

| 7 |

| 10 |

| 12 |

| 12 |

| 9 |

| 6 |

| 2 |

| −1 |

## Geschichte
Ausgrabungen brachten auf der Pipinsburg eine durch Wallanlagen gesicherte Siedlung der La-Tène-Zeit zutage. Bei Düna wurden Reste des Herrensitzes Düna als Teil einer Siedlung gefunden, die mit Unterbrechungen vom 3./4. Jahrhundert bis zum 13./14. Jahrhundert bestand.
Wann die heutige Siedlung Osterode gegründet wurde, ist nicht überliefert. Die Ortsnamenendung auf -rode deutet auf eine Gründung während der Rodungsphasen am Übergang von Früh- zum Hochmittelalter hin. Der Name wird als „östlich gelegene Rodungsstelle“ oder „östlicher Teil einer Rodungsstelle“ interpretiert, wobei nicht eindeutig ist, auf welchen westlich gelegenen Ort sich diese Richtungsangabe bezog. Ein manchmal diskutierter Bezug auf eine angebliche germanische Gottheit Ostara wird in der Literatur allgemein abgelehnt.
Die erste bekannte schriftliche Erwähnung von Osterode wird unterschiedlich bewertet: In der Chronik des Petersklosters in Erfurt wird 1152 erwähnt, dass die opulentissima villa Osterroth in einer Fehde zwischen Heinrich dem Löwen und dem Markgrafen Albrecht dem Bären zerstört worden sei. Eine andere Erwähnung von Osterrode ist in einer angeblich von Kaiser Lothar am 7. Oktober 1136 verfassten Urkunde enthalten, bei der es sich jedoch um eine Fälschung aus dem Ende des 12. Jahrhunderts handelt. Manche andere als erste schriftliche Belege genannte Daten beziehen sich auf Osterode am Fallstein.

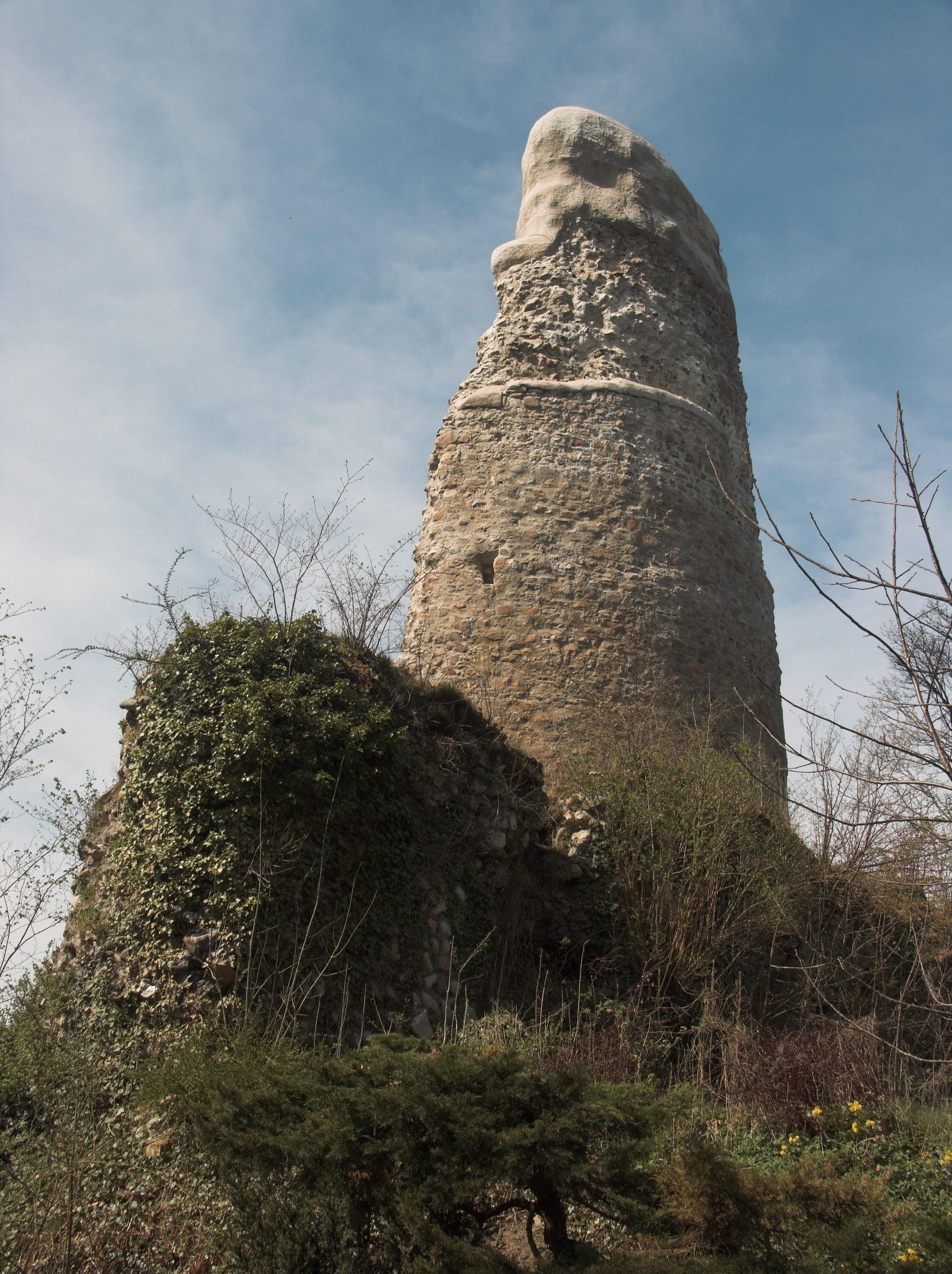
Burgruine Alte Burg

Die nordöstlich der Altstadt auf einem Bergsporn gelegene Osteroder Burg (heute Ruine) ist vermutlich zum Schutz dieser Marktsiedlung sowie der alten Harzstraße errichtet worden. 1234 wird erstmals von einer Stadtmauer berichtet, bereits 1238 wird ein Rat, eine Bürgerschaft und eine Neustadt erwähnt und aus dem Jahr 1261 ist ein Stadtsiegel überliefert. Der Altstadt gewährte Herzog Otto das Kind im Jahre 1239 ihre im Einzelnen nicht genannten Rechte, befreite die Einwohner vom Zoll in Braunschweig, hob das Einfuhrverbot für Bier aus Goslar und die Erhebung von Ungeld auf. Das Stadtrecht der Kaiserstadt Goslar erhielt die Marktsiedlung jedoch erst 1293. In einem weiteren, jedoch undatierten Brief, teilte der Herzog seine Absicht mit, die Neustadt Osterodes neu gründen zu wollen. Diese ist im heutigen Stadtbild deutlich als Plansiedlung zu erkennen und besaß einen eigenen Markt. Vor allem Anwohner der ehemaligen, wüst gefallenen Dörfer Besingen und Motlingerode werden in der Neustadt gesiedelt haben, dies geht aus der starken Bewirtschaftung der Fluren der Wüstungen hervor, an welcher sich die Bewohner der Neustadt zum hohen Teil beteiligt haben. In der näheren Umgebung von Osterode befindet sich auch die mittelalterliche Wüstung Gheylshagen. Unbebaute Flächen zeugen bis in die heutige Zeit von der früheren Grenze zwischen Alt- und Neustadt, die bald darauf in den Befestigungsring der Stadt einbezogen wurde. So buchtet die Mauerlinie im Südosten aus und umfasst das seit etwa 1230 bestehende Jungfrauenstift St. Jacobi. Im Jahr 2019 wurden bei Ausgrabungen im Bereich des mittelalterlichen Johannistores die Grundmauern eines früheren Stadttores freigelegt.

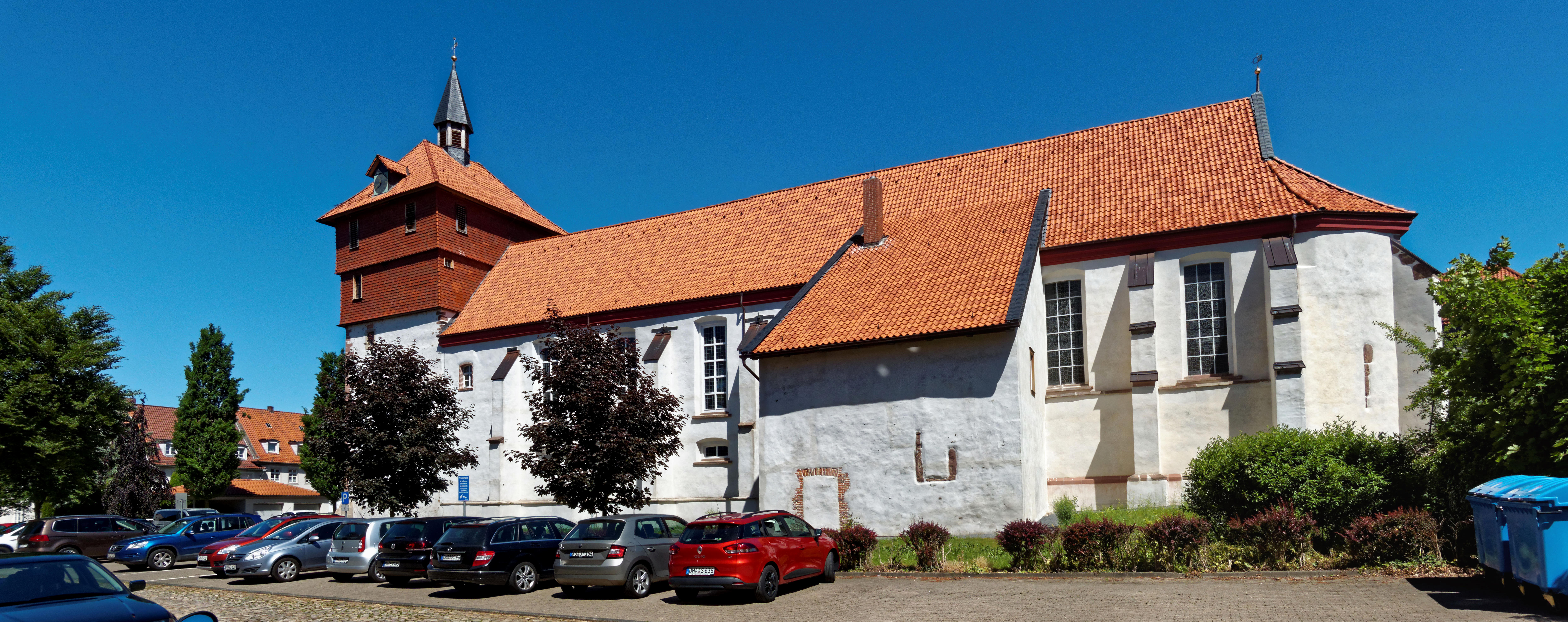
Kirche St. Jacobi

Bei der Aufteilung des Herzogtums Braunschweig-Lüneburg in Teilfürstentümer 1289 gelangte Osterode an die Linie Braunschweig-Grubenhagen bis zu deren Aussterben 1596. Die Fürsten residierten auf der alten Osteroder Burg, die Anfang des 16. Jahrhunderts aufgegeben wurde. Ernst III. ließ das 1561 aufgehobene Kloster St. Jacobi zum Schloss umbauen.
Die Stadt war ein wichtiger Handelsort, der auch der Hanse beitrat. Zu ihrem Wohlstand trugen auch der in der Umgebung betriebene Bergbau und die Eisenverhüttung bei. In Osterode befand sich auch eine Münzstätte, die u. a. durch die sogenannten Mückentaler bezeugt ist. Im Jahre 1420 wurde die einstige Klosterschule als stadteigene Lateinschule übernommen.

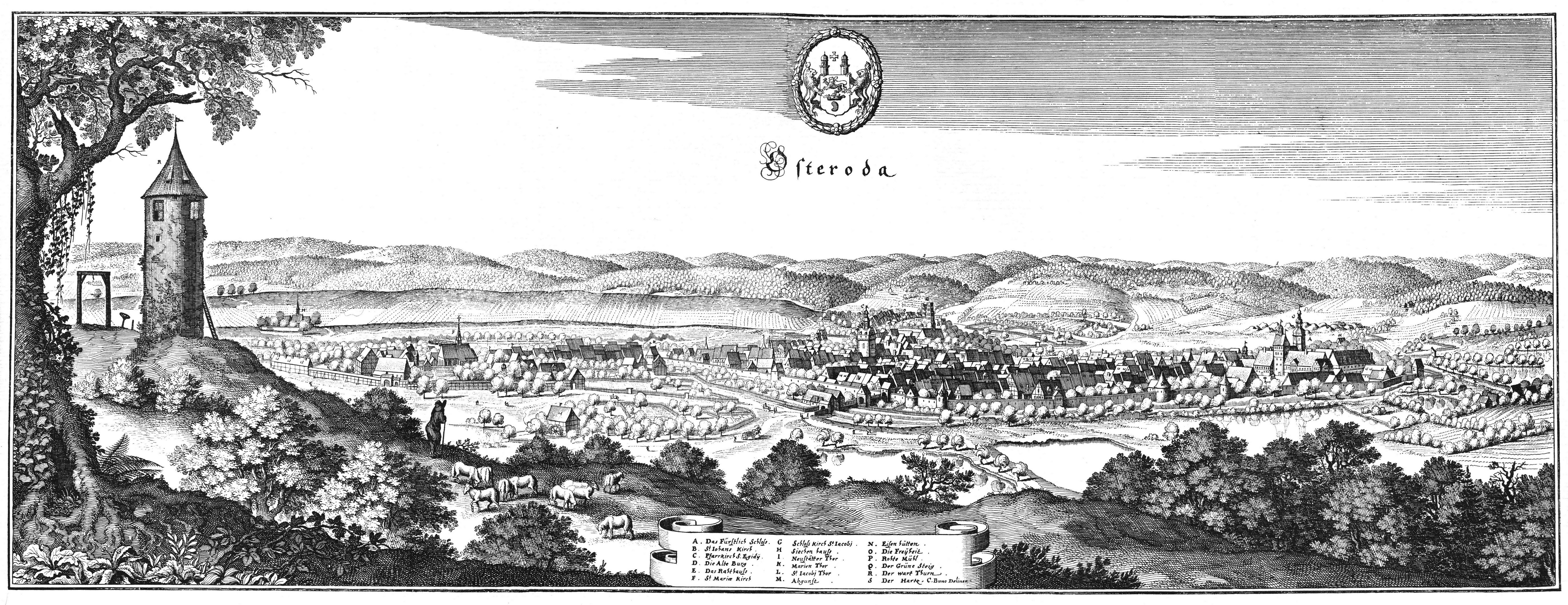
17. Jahrhundert

Rückschläge brachten Stadtbrände unter anderem 1545, Zerstörung im Dreißigjährigen und später im Siebenjährigen Krieg, eine Pestepidemie 1625 bis 1627 sowie mehrere Hochwasser der Söse. Dennoch entwickelte sich Osterode bis ins 19. Jahrhundert zu einem bedeutenden Handelsplatz der Tuchmacher und Gewerbetreibenden. 1807–1813 gehörte die Stadt zum Departement des Harzes des napoleonischen Satellitenstaates Königreich Westphalen.
1814 wurde die Stadt Teil des Königreichs Hannover, das die jahrhundertealte Welfenherrschaft über das Gebiet wiederherstellte. Am 22. und 23. Juli 1865 besuchten König Georg V. und Kronprinz Ernst August die Stadt. Während des Besuchs residierten sie in der Schachtrupp-Villa. Die Führung des blinden Königs durch die Stadt und in die Kirchen in Begleitung der Schützenbruderschaften übernahmen der Pastor von St.-Aegidien Georg Max (1802–1879) und der Stadtsyndikus Peinemann. Der König zeichnete Georg Max während des Besuchs für dessen Geschichtswerk über das Fürstentum Grubenhagen mit dem Welfenorden IV. Klasse aus. Nach der Niederlage und Annexion Hannovers im Deutschen Krieg 1866 wurde auch Osterode Teil des Königreichs Preußen.
Von 1867 bis 1885 befand sich das Amt Osterode, zusammen mit den weiteren Ämtern Gieboldehausen und Herzberg, sowie den Städten Osterode, Duderstadt und Herzberg, im Kreis Osterode, der mitunter auch als „Steuerkreis“ bezeichnet wurde. Verwaltet von einem Kreishauptmann, konnte jedoch der Kreis kaum eigene Kompetenzen etablieren und befand sich stets im Streit mit den noch parallel existierenden Verwaltungsbezirken. Grund für das Zusammenlegen der Ämter und Ortschaften war eine preußische Verwaltungsreform, welche das annektierte Königreich Hannover als eine Provinz in das Königreich Preußen eingliedern sollte und vor allem auf steuerliche und militärische Zwecke ausgerichtet war.
Ende des 19. Jahrhunderts entstanden Baumwoll- und Tuchfabriken, 1928–1932 brachte der Bau der Sösetalsperre Schutz vor den Hochwassern.
Der Historiker Walter Struve, dessen Vorfahren aus der Stadt stammten, forschte und veröffentlichte über Osterode als typisches Beispiel einer deutschen Kleinstadt während Weimarer Republik und Nationalsozialismus.
Im Zweiten Weltkrieg war Osterode Standort einiger kriegswichtiger Rüstungsbetriebe, deren Produktion sich zum großen Teil auf Zwangsarbeit stützte. Ab 1944 wurde unter dem Decknamen Dachs IV die Errichtung eines unterirdischen Hydrierwerkes für die Herstellung von Treib- und Schmierstoffen in den nahe gelegenen Gipssteinbrüchen angestrengt. Im Herbst 1944 begannen die Ausbrucharbeiten im Gipsbruch der Firma Schimpf in Osterode-Petershütte, um Platz für die Aufnahme von „Dachs IV“, einer unterirdischen Erdölraffinerie des Hamburger Mineralölkonzerns Rhenania-Ossag AG, zu schaffen. Nach dem Monatsbericht der Bauleitung vom Dezember 1944 waren 430 ausländische Arbeitskräfte und 72 KZ-Häftlinge auf der Baustelle eingesetzt. Das zugehörige Außenlager, welches dem KZ Mittelbau-Dora unterstand, dürfte allerdings erst Ende November 1944 eingerichtet worden sein. Ende Februar 1945 war die Zahl der Arbeitskräfte auf 665 Bauhäftlinge gestiegen. Das Projekt wurde nicht zum Abschluss gebracht, das Außenkommando am 27. März 1945 aufgelöst. Ferner gab es ab Herbst 1944 ein weiteres KZ-Außenkommando des KZ Buchenwald. Die Insassen waren bei Heber Maschinen- und Apparatefabrik (HEMAF) mit der Herstellung von Rüstungsgütern für die Luftwaffe befasst. Die ersten Häftlinge bezogen das Lager Ende September 1944. Am 1. Oktober zählte das Außenkommando 66 Insassen. Am 4. Oktober 1944 stellte Heber erneut einen „Antrag auf Gestellung von 260 Häftlingen“, über den scheinbar kurzfristig entschieden wurde. Ende Oktober 1944 stieg die Zahl der Lagerinsassen durch weitere Buchenwald-Transporte, insbesondere den vom 12. Oktober mit 192 Häftlingen, auf 284. Das ursprünglich zu Buchenwald zählende Lager wurde Ende Oktober 1944 dem KZ Mittelbau unterstellt, baute jedoch weder zum Hauptlager Dora noch zu dem nur wenige Kilometer entfernten Außenlager „Dachs IV“ in Osterode-Petershütte engere Verbindungen auf. Im Gerichtsgefängnis Osterode saßen während des Zweiten Weltkriegs insgesamt rund 1000 Personen ein. In den Optischen Werken Osterode, später unter Sigbert-Kassel firmierend, waren 200 Zwangsarbeiter unter Befehl des Arbeitsamts Northeim im Einsatz. Ferner waren in Osterode folgende zivile Zwangsarbeiter im Einsatz:
- Anton Piller: 450 Personen
- Nordwerke: 50 Personen
- R. Kellermann: 430 Personen
- Greve Uhl: 180 Personen
- städtisches Polenlager: 220 Personen
- Waldlager Bremketal: 290 Personen
- Firma Lorenz, Turnhalle: 310 Personen[14]

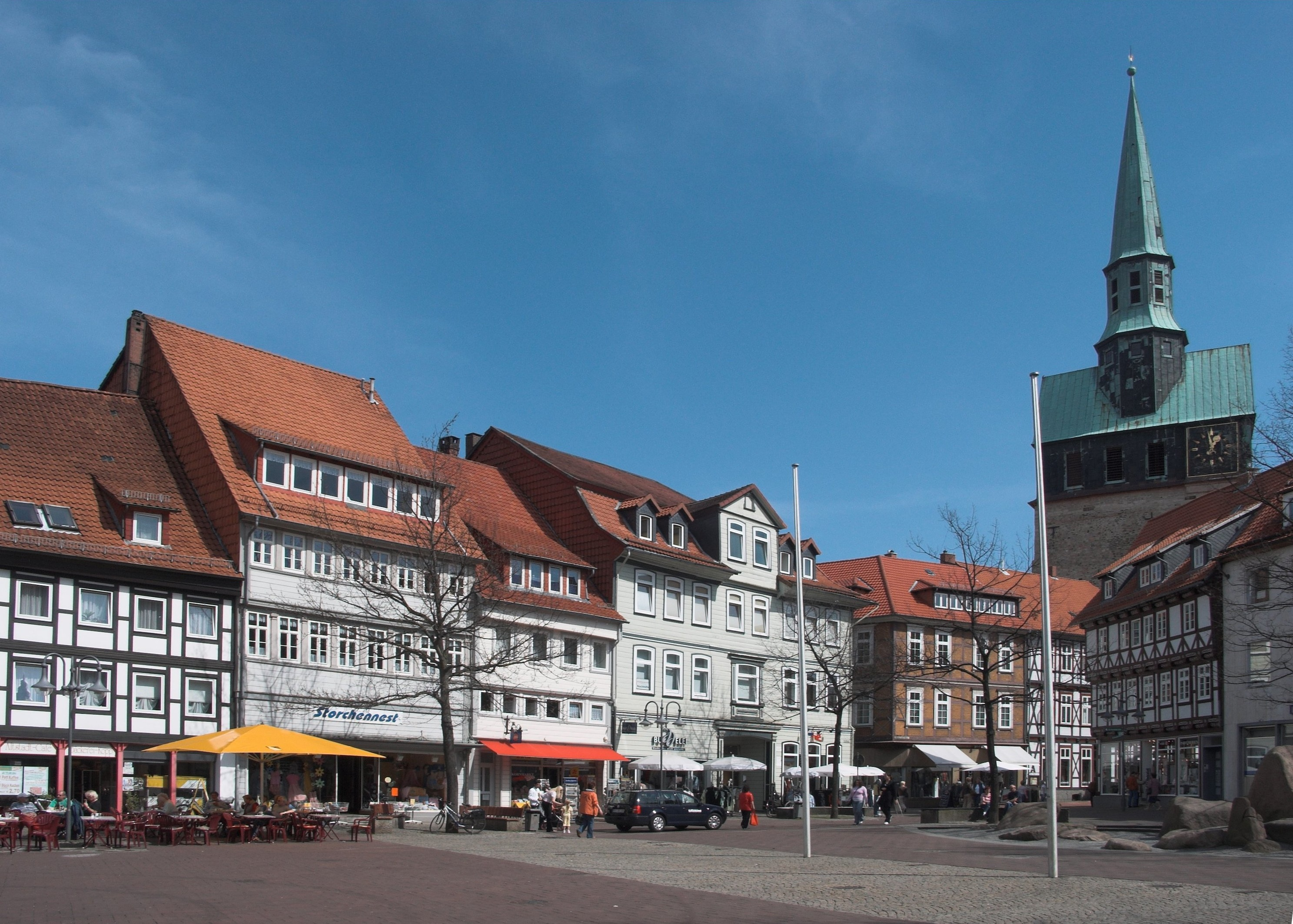
Kornmarkt

Im April 1945 kam es in der Umgebung von Osterode zu Gefechten zwischen der US-Armee sowie der Wehrmacht. Um den Vormarsch der Alliierten zu verzögern, wurde die Sprengung der drei Sösebrücken angeordnet. Bei der Sprengung der Johannistorbrücke kam es zu schweren Verwüstungen, einige Gebäude in der näheren Umgebung wurden zerstört. Insgesamt wurden in Osterode im Zweiten Weltkrieg zwölf Häuser zerstört. Nach 1945 haben sich neue Industriezweige angesiedelt, die zur Zeit des Nationalsozialismus rüstungsrelevanten Industriefirmen konnten den Produktionsaufschwung in die Nachkriegszeit retten. Die Stadt hat bis heute ihren Altstadtkern behalten.
In den frühen Wirtschaftswunderjahren wurden nach Plänen des Architekten Hans Jaeckel und Wilhelm Wietfeld von 1954 bis 1956 zunächst das damalige Kreiskrankenhaus errichtet, welches bis 2002 in Betrieb war, sowie 1955 bis 1957 nach Plänen Jaeckels dann auch das Schwesternhaus vor Ort. Auch die 1961 bis 1962 errichtete Kreisberufsschule entstand nach Jaeckels Entwürfen. Von 1972 bis 1974 wurde die Bundesstraße 243 als vierspurige Ortsumgehung mit Hochstraße ausgebaut und führt seitdem nicht mehr durch den historischen Stadtkern.

### Eingemeindungen
Am 1. Februar 1971 wurden die Gemeinden Freiheit, Katzenstein, Lasfelde, Petershütte und Schwiegershausen eingegliedert. Am 1. Juli 1972 kamen im Zuge des Harzgesetzes der niedersächsischen Gebietsreform die Orte Dorste, Förste, Lerbach, Marke, Nienstedt am Harz und Riefensbeek-Kamschlacken hinzu sowie Gebietsteile der Gemeinde Hörden mit damals etwas mehr als 100 Einwohnern.

### Einwohnerstatistik

#### Einwohnerentwicklung
| Jahr | Einwohnerzahl |
| ---- | ------------- |
| 1689 | 2.500         |
| 1760 | 2.633         |
| 1799 | 3.910         |
| 1801 | 3.970         |
| 1815 | 3.920         |
| 1821 | 4.142         |
| 1861 | 4.537         |
| 1871 | 5.549         |
| 1885 | 6.443         |
| 1890 | 6.557         |

| Jahr | Einwohnerzahl |
| ---- | ------------- |
| 1900 | 7.098         |
| 1905 | 7.482         |
| 1917 | 6.168         |
| 1924 | 7.706         |
| 1925 | 7.828         |
| 1928 | 8.015         |
| 1929 | 8.670         |
| 1933 | 8.733         |
| 1939 | 9.214         |
| 1950 | 15.682        |

| Jahr   | Einwohnerzahl |
| ------ | ------------- |
| 1961 ¹ | 29.099        |
| 1970 ¹ | 30.341        |
| 1977   | 29.086        |
| 1980   | 28.500        |
| 1987   | 26.699        |
| 1990   | 27.097        |
| 1995   | 26.707        |
| 2000   | 25.848        |
| 2005   | 24.643        |
| 2010   | 23.444        |

| Jahr | Einwohnerzahl |
| ---- | ------------- |
| 2015 | 22.201        |
| 2020 | 21.392        |
| 2021 | 21.316        |
| 2022 | 21.446        |
| 2023 | 21.382        |
| 2024 | 21.598        |

Einwohnerentwicklung von Osterode von 1961 bis 2016

¹ Die Einwohnerzahlen von 1961 (6. Juni) und 1970 (27. Mai) sind die jeweiligen Volkszählungsergebnisse. Die Zahlen enthalten auch die Einwohner der später eingemeindeten Orte.

#### Altersstruktur
Die Bevölkerung nach Altersgruppen in Osterode am Harz.
| Altersstruktur der Bevölkerung (Stand: 31. Dezember 2015) |         |
| Altersgruppe                                              | Anteil  |
| 00 – 15 Jahre                                             | 11,62 % |
| 15 – 40 Jahre                                             | 23,63 % |
| 40 – 65 Jahre                                             | 38,07 % |
| 65 – 75 Jahre                                             | 12,57 % |
| über 75 Jahre                                             | 14,12 % |

| Altersstruktur der Bevölkerung (Stand: 31. Dezember 2020) |         |
| Altersgruppe                                              | Anteil  |
| 00 – 15 Jahre                                             | 12,64 % |
| 15 – 40 Jahre                                             | 28,11 % |
| 40 – 65 Jahre                                             | 31,03 % |
| 65 – 75 Jahre                                             | 13,78 % |
| über 75 Jahre                                             | 14,44 % |

| Altersstruktur der Bevölkerung (Stand: 31. Dezember 2024) |         |
| Altersgruppe                                              | Anteil  |
| 00 – 15 Jahre                                             | 12,95 % |
| 15 – 40 Jahre                                             | 24,30 % |
| 40 – 65 Jahre                                             | 34,13 % |
| 65 – 75 Jahre                                             | 14,54 % |
| über 75 Jahre                                             | 14,07 % |

### Konfessionsstatistik
Jahresende 2020 waren von den Einwohnern 50,3 % evangelisch und 8,7 % katholisch. 41,1 % waren konfessionslos, gehörten einer anderen Glaubensgemeinschaft an oder machten keine Angabe. Jahresende 2024 waren von den Einwohnern 44,6 % evangelisch und 7,4 % katholisch. 47,9 % waren konfessionslos, gehörten einer anderen Glaubensgemeinschaft an oder machten keine Angabe. Der Anteil der evangelischen und katholischen Kirchenmitglieder an der Gesamtbevölkerung sinkt jährlich.

## Religion

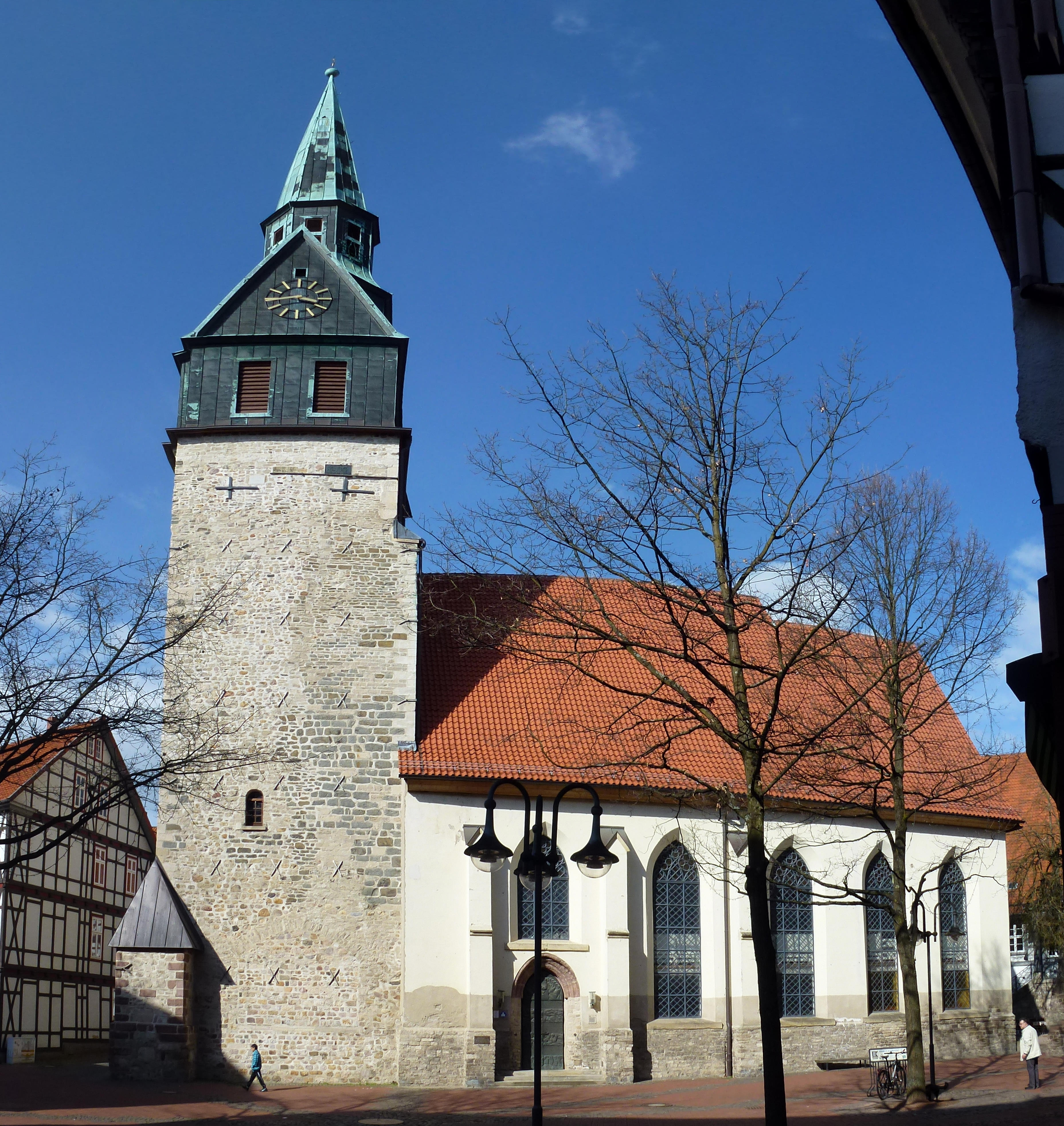
Kirche St. Aegidien

Osterode ist Sitz des Kirchenkreises Harzer Land der Evangelisch-lutherischen Landeskirche Hannovers. In der Stadt Osterode befinden sich die evangelischen Kirchen St. Aegidien-Marktkirche in der Stadtmitte, die Jacobikirche am Schloss, die Kreuzkirche am nördlichen Stadtrand, die Marienkirche in der Marienvorstadt und die Kirche zum Guten Hirten im Süden der Stadt. Weitere evangelische Kirchen befinden sich in zu Osterode eingemeindeten Ortschaften.

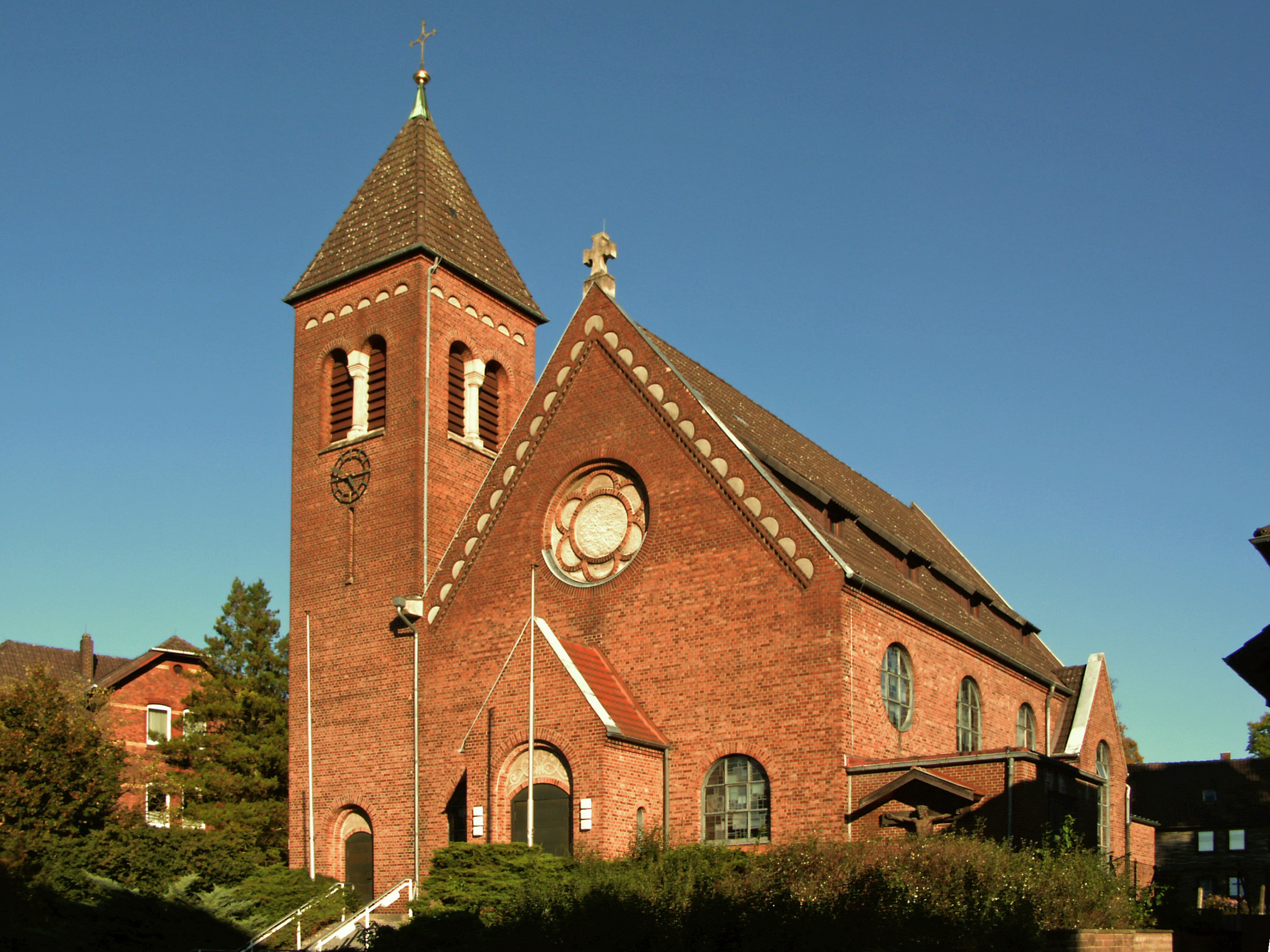
Kirche St. Johannes der Täufer

Osterode ist auch Sitz der katholischen Pfarrgemeinde St. Johannes der Täufer, sie gehört zum Dekanat Nörten-Osterode im Bistum Hildesheim. Zu ihr gehört in Osterode die 1902–04 erbaute Pfarrkirche St. Johannes der Täufer in der Johannisvorstadt, benannt nach Johannes dem Täufer, sowie die katholische Kirche in Badenhausen. Die 1962/63 im Süden der Stadt erbaute Kirche St. Martin wurde 2015 profaniert.
Die Freie evangelische Gemeinde Osterode wurde 1967 gegründet, sie gehört zum Bund Freier evangelischer Gemeinden in Deutschland (FeG) und verfügt über ein Gemeindehaus an der Abgunst. Die Christus-Gemeinde Osterode gehört zum Bund Freikirchlicher Pfingstgemeinden. Zur Evangelisch-Freikirchlichen Gemeinde Herzberg (Baptisten) gehört in Osterode ein Gemeindehaus an der Westpreußenstraße.
Eine Neuapostolische Kirche befand sich an der Straße In den Geeren, ihre 1925 gegründete Gemeinde gehörte zum Kirchenbezirk Göttingen der Neuapostolischen Kirche in Nord- und Ostdeutschland. 1964 begann der Bau der Kirche, die am 21. August 1965 eingeweiht wurde. Am 8. März 2020 fand der letzte Gottesdienst mit der Entwidmung der inzwischen verkauften Kirche statt.
In Osterode gibt es zwei Moscheen, die Fatih-Moschee der Islamischen Gemeinschaft Milli Görüs und die von der türkischen DITIB betriebenen Ulu Camii.
Als Königreichssaal von Jehovas Zeugen wurde bis zum Herbst 2013 eine Räumlichkeit in der Eisensteinstraße genutzt. Im August 2013 wurde dann ein neues Gebäude in der Schlesischen Straße errichtet und nach knapp vier Monaten Bauzeit im November 2013 der Bestimmung übergeben. Dieser Königreichssaal wird von drei Versammlungen (Gemeinden) aus der Region genutzt.

## Politik

### Stadtrat
- SPD: 16
- Grüne: 4
- FDP: 2
- CDU: 11
- AfD: 1

Der Rat der Stadt Osterode am Harz besteht aus 34 Ratsfrauen und Ratsherren. Dies ist die festgelegte Anzahl für eine Stadt mit einer Einwohnerzahl zwischen 20.001 und 25.000 Einwohnern. Die 34 Ratsmitglieder werden durch eine Kommunalwahl für jeweils fünf Jahre gewählt.
Stimmberechtigt im Stadtrat ist außerdem der hauptamtliche Bürgermeister.
Die Kommunalwahlen ergaben die folgenden Ergebnisse und Sitzverteilungen:
| Parteien und Wählergemeinschaften | Parteien und Wählergemeinschaften           | % 2021 | Sitze 2021 | % 2016 | Sitze 2016 | % 2011 | Sitze 2011 | % 2006 | Sitze 2006 | % 2001 | Sitze 2001 |
| --------------------------------- | ------------------------------------------- | ------ | ---------- | ------ | ---------- | ------ | ---------- | ------ | ---------- | ------ | ---------- |
| SPD                               | Sozialdemokratische Partei Deutschlands     | 47,43  | 16         | 47,08  | 16         | 50,50  | 18         | 51,04  | 18         | 48,48  | 19         |
| CDU                               | Christlich Demokratische Union Deutschlands | 32,40  | 11         | 34,19  | 12         | 31,89  | 11         | 31,73  | 11         | 35,59  | 13         |
| GRÜNE                             | Bündnis 90/Die Grünen                       | 11,50  | 4          | 10,35  | 3          | 12,41  | 4          | 5,81   | 2          | 5,29   | 2          |
| FDP                               | Freie Demokratische Partei                  | 6,44   | 2          | 8,38   | 3          | 3,12   | 1          | 6,73   | 2          | 4,26   | 1          |
| AfD                               | Alternative für Deutschland                 | 2,22   | 1          | –      | –          | –      | –          | –      | –          | –      | –          |
| FWG                               | Freie Wählergemeinschaft Stadt Osterode     | –      | –          | –      | –          | –      | –          | 2,69   | 1          | 6,38   | 2          |
|                                   |                                             | 100    | 34         | 100    | 34         | 100    | 34         | 100    | 34         | 100    | 37         |
| Wahlbeteiligung in %              | Wahlbeteiligung in %                        | 52,92  | 52,92      | 54,40  | 54,40      | 54,40  | 54,40      | 49,49  | 49,49      | 52,29  | 52,29      |

### Bürgermeister
Hauptamtlicher Bürgermeister der Stadt ist der studierte Politik- und Verwaltungswissenschaftler und bis zu seiner Wahl als Lehrer tätig gewesene Jens Augat (SPD). Bei der letzten Bürgermeisterwahl am 15. September 2019 wurde er mit 57,86 % der Stimmen gewählt. Die Wahlbeteiligung lag bei 47,66 %. Augat trat sein Amt am 1. November 2019 an.

### Ortsräte
Die Ortsteile der Gemeinde Osterode werden durch sechs Ortsräte mit insgesamt 68 Ratsmitgliedern vertreten. Seit der Kommunalwahl 2021 verteilen diese sich wie folgt:
| Ortsteile        | SPD | CDU | FDP | Grüne | AfD | 0∑ |
| ---------------- | --- | --- | --- | ----- | --- | -- |
| Dorste           | 8   | 3   | -   | -     | -   | 11 |
| Förste           | 8   | 4   | 1   | -     | -   | 13 |
| Freiheit         | 5   | 4   | -   | 1     | 1   | 11 |
| Lasfelde         | 8   | 4   | 1   | -     | -   | 13 |
| Lerbach          | 4   | 5   | -   | -     | -   | 9  |
| Schwiegershausen | 6   | 5   | -   | -     | -   | 11 |
| ∑                | 39  | 25  | 2   | 1     | 1   | 68 |

### Wappen
| Wappen der Stadt Osterode am Harz | Blasonierung: „Geteilt von Silber und Rot durch einen goldenen Kleeblattbogen; darauf zwei blaue Türme, der rechte mit roter Kuppel, der linke mit rotem Spitzdach; dazwischen schwebt ein rotes Tatzenkreuz; unten ein linkshin schreitender, blau bewehrter goldener Löwe.“ |
| Wappen der Stadt Osterode am Harz | Wappenbegründung: In der Zeit der Errichtung einer Neustadt 1238 um den Burgflecken entstand das erste Siegel. Eine Nachbildung aus dem 17. Jahrhundert zeigt den welfischen Löwen nach rechts gerichtet, der als alleiniges Merkmal in den Siegeln zu sehen ist. Der 1234 bereits erwähnte Mauerring wird in den Türmen und dem Bogen symbolisiert, das Kreuz steht entweder für den heiligen Patron Johannes den Täufer der Marktkirche oder als Marktzeichen. Ein gekröntes „O“ im Schild des Löwen, sowie Türme und Kreuz fanden im 19. Jahrhundert Eingang in das Wappen. |

Ab dem 17. Jahrhundert führte die Stadt bis 1914 ein anderes Wappen.
| Wappen der Stadt Osterode am Harz | Blasonierung: „In Rot in oberer Hälfte ein schreitender goldener Löwe mit blauer Zunge und Bewehrung; unten ein golden gekröntes, silbernes O.“ |
| Wappen der Stadt Osterode am Harz | |

### Städtepartnerschaften
Die Stadt hält Städtepartnerschaften mit folgenden Städten:
- seit 1963:  Armentières, Frankreich (eine der Sösebrücken heißt „Armentieres-Brücke“).
- seit 1994:  Ostróda, Polen (In der Innenstadt steht ein Gedenkstein von 1985 mit der Inschrift: „826 Kilometer nach Osterode-Ostpreussen“)

## Kultur und Sehenswürdigkeiten

### Stadtbild
Insbesondere der Stadtkern ist bis heute durch Fachwerkhäuser mit Ziegeldächern geprägt. In seinem Reisebericht Die Harzreise schreibt Heinrich Heine: „...wo Osterode mit seinen roten Dächern aus den grünen Tannenwäldern hervor guckt, wie eine Moosrose.“
Gemeinsam mit Duderstadt, Einbeck, Hann. Münden und Northeim bildet Osterode das Fachwerk5Eck.

### Museen
Seit 1936 befindet sich im Ritterhaus am Rollberg 32 ein Heimatmuseum, das 1905 in einem Zimmer des Stadtbauamtes auf dem alten Schulhof gegründet wurde. Es sammelt und präsentiert Zeugnisse und Dokumente der Osteroder Geschichte vom Mittelalter bis in die jüngste Vergangenheit. Neben der Dauerausstellung zur Stadt- und Regionalgeschichte finden regelmäßig Sonderausstellungen zu wechselnden Themen statt.

### Bauwerke

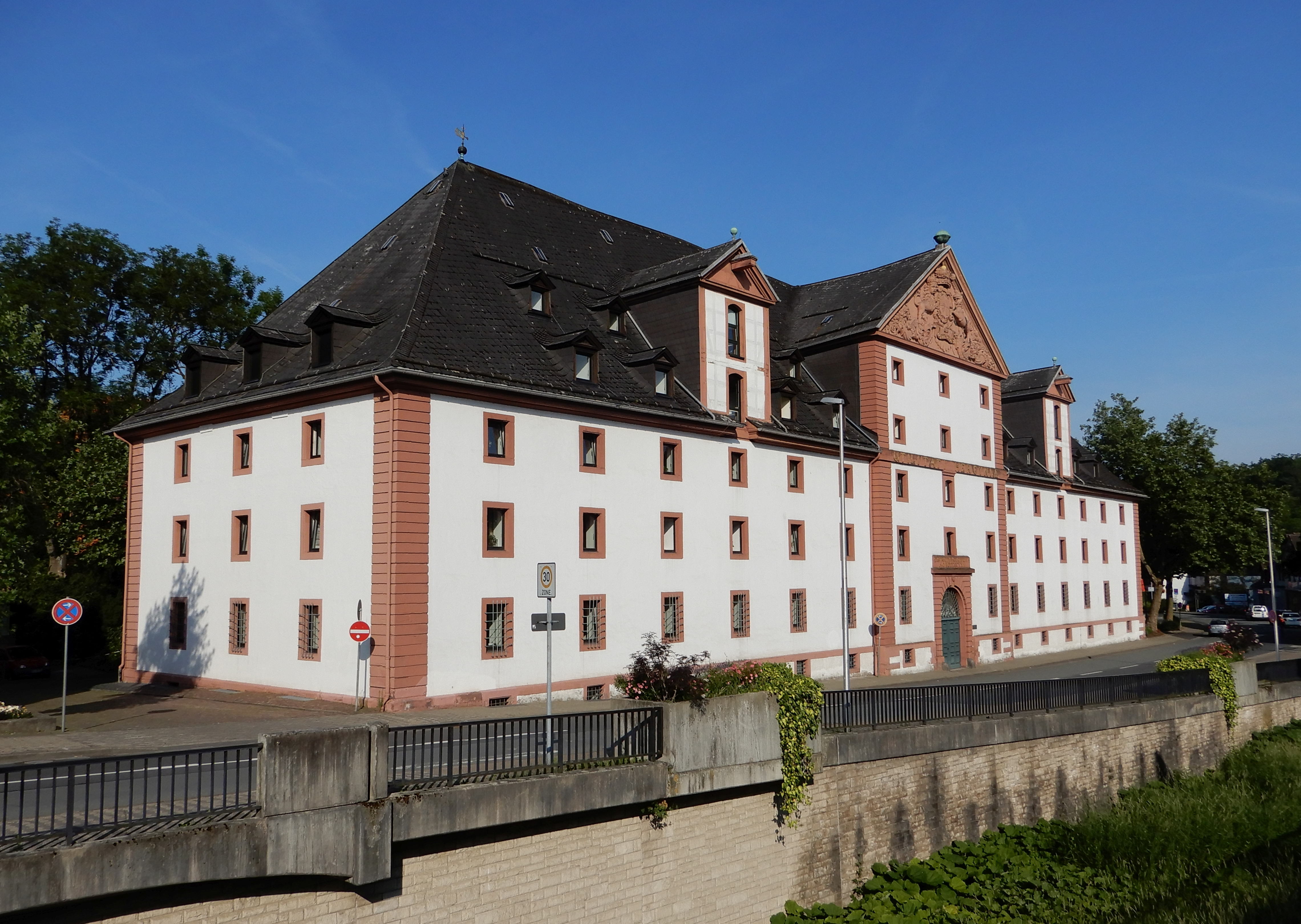
Ehemaliges Kornmagazin und heutiges Rathaus

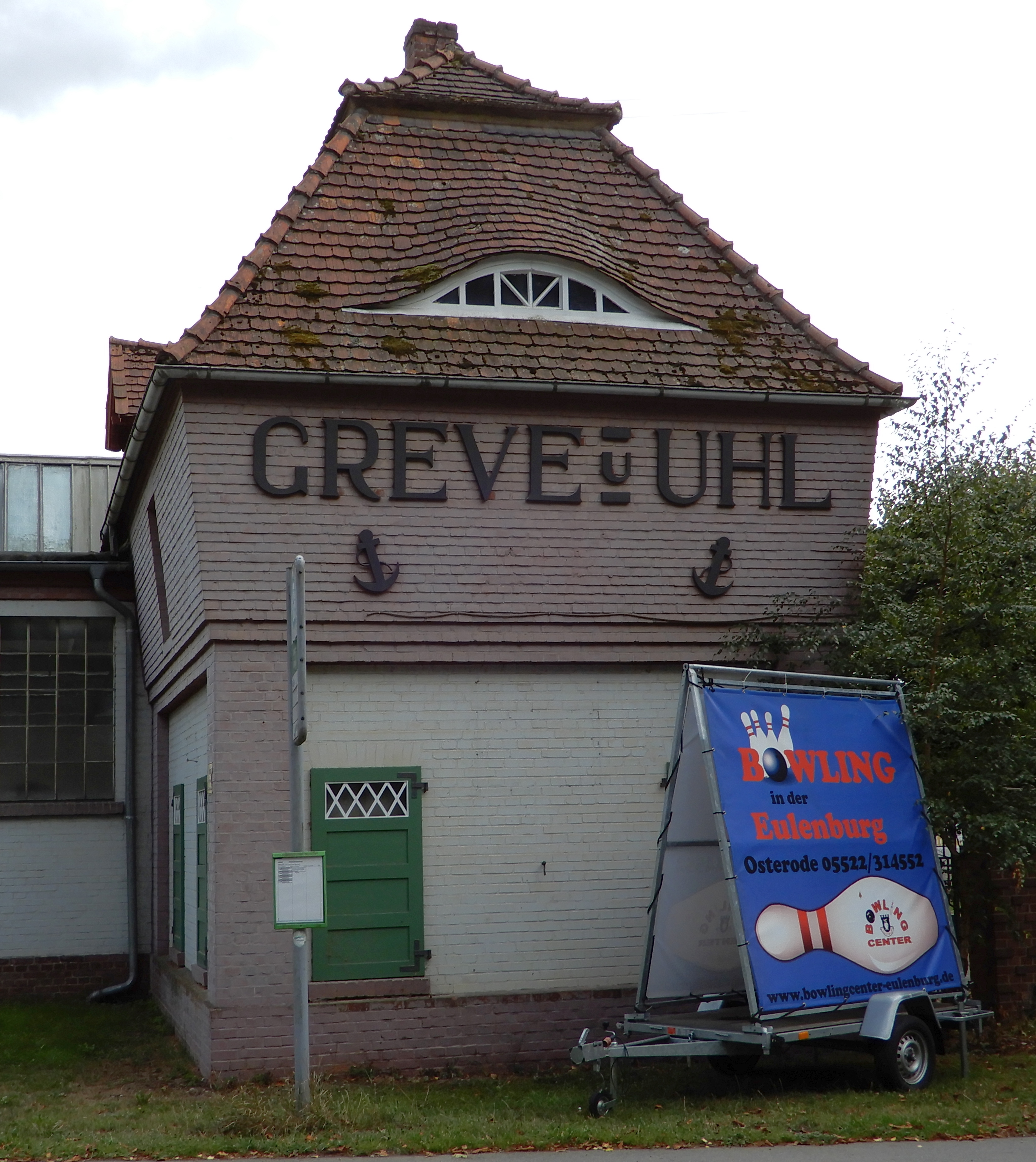
Eulenburg

In der Nähe von Osterode am Harz befinden sich mehrere Burgruinen, darunter im Stadtgebiet die der Alten Burg sowie die der Burg Lichtenstein zwischen Dorste und Förste. Auf dem Ührder Berg südwestlich von Osterode steht der Galgenturm, ein mittelalterlicher Wartturm.
Eines der imposantesten Bauwerke der Stadt ist das zwischen 1719 und 1722 entstandene Harzkornmagazin, das ursprünglich zur Versorgung der Bergbauorte im Oberharz mit Getreide diente und seit einem umfassenden Umbau 1989 als Rathaus genutzt wird. Ein weiteres Bauwerk ist die Eulenburg, die bis in die 1960er Jahre Sitz einer Textilfabrikation war. Am Kurpark liegt die nach einem Unternehmer benannte Schachtrupp-Villa, die zukünftig als Bücherei dienen soll.
Bis 2004 bestand in Osterode noch die Rommel-Kaserne. Sie beheimatete das Panzergrenadierbataillon 12 und, von 1972 bis 1993, auch den Fernmeldesektor C des Fernmelderegiments 71 der Bundeswehr. Das großflächige Kasernengelände ist zwar von einem Privatinvestor gekauft worden, steht aber bis heute leer.

### Sport
Osterode ist Ausgangspunkt des knapp 100 km langen Wanderweges nach Thale, des Harzer Hexenstiegs.
In Osterode ist der Fußballverein VfR Dostluk Osterode zu Hause, der im Jahr 2019 durch den Zusammenschluss der Vereine VfR Osterode 08 und FC Dostluk Spor entstand. Die 1. Mannschaft des Vereines spielt in der Bezirksliga 4 des NFV-Bezirks Braunschweig. Der Vorortverein TuSpo Petershütte (vollständige Vereinsbezeichnung ist TuSpo Lasfelde-Petershütte-Katzenstein) spielt in der Landesliga Braunschweig.
Die erste Damenmannschaft der HSG Osterode Harz spielt in der Regionsoberliga.
Leichtathletik wird als Leichtathletikgemeinschaft LG Osterode der Vereine TSV Eisdorf, TVG Hattorf, TSV Schwiegershausen, MTV Förste und MTV Osterode betrieben. In Osterode finden jährlich nationale und internationale Leichtathletik-Veranstaltungen statt.
Mit dem MTV Osterode am Harz e. V. und der Turngemeinschaft La-Pe-Ka (Lasfelde-Petershütte-Katzenstein) existieren verschiedenste Sportangebote. Im Judo-Club Osterode e. V. und beim MTV kann Judo trainiert werden.
Erfolgreich ist auch die Schützenbrüderschaft Freiheit e. V. aus dem Ortsteil Freiheit, die in der Saison 2017/2018 die Meisterschaft der 1. Bundesliga Luftgewehr gewinnen konnte.

### Regelmäßige Veranstaltungen
Seit Mai 2019 findet ein Stadtwaldlauf statt, der als Alternative zum vorherigen Altstadtlauf entstand. Eine weitere Besonderheit des Jahres ist der „Harzer Hexentrail“ mit Start auf dem Kornmarkt und Zieleinlauf im Kurpark vor der Stadthalle. Mit dem City-Beach-Cup der Kindersportstiftung findet im Juni in der Innenstadt ein Beachvolleyballturnier statt. Ein Weihnachtsmarkt im Dezember wird durch den lokalen Tourismusverein organisiert. Jeden Dienstag und Sonnabend veranstalten lokale Erzeuger auf dem Kornmarkt einen Wochenmarkt. Eine Tradition seit 1905 sind die „Osteroder Weihnachtssänger“, die an Heiligabend ab 22 Uhr in schwarzen Kutten durch die Innenstadt gehen und dabei „Dies ist der Tag, den Gott gemacht“ singen. Das Altstadtfest „3 freundliche Tage“ wurde im Jahr 2017 zum 48. und vorerst letzten Mal veranstaltet.
Jedes Jahr findet ein Old- und Youngtimertreff mit Ausfahrt der Harz-Weser-Werke in Osterode statt.

## Wirtschaft und Infrastruktur

### Verkehr
Durch Osterode führen mehrere Bundesstraßen. Die B 243, die autobahnähnlich ausgebaut ist, erschließt den West- und Südharz mit Anbindung der Autobahn A7 bei Seesen und der Autobahn A38 bei Nordhausen; auf ihr fließt der Verkehr vom Erfurter Raum Richtung Norddeutschland. Die B 241 verbindet den Solling mit dem Harz – im engeren Sinne Northeim mit Goslar – und ist im Stadtgebiet vierspurig. Des Weiteren beginnt in Osterode die B 498, welche auf einem anderen Weg über Altenau ebenfalls nach Goslar führt.
Osterode liegt an der Bahnstrecke Herzberg–Seesen, welche ohne Umsteigen weiter nach Braunschweig führt. Im November 2004 erhielt der Ort für rund eine Million Euro zwei neue Haltepunkte, die die bisherigen Stationen ersetzen und durch eine zentralere Lage die Qualität des ÖPNV verbessern; außerdem liegen sie näher an den berufsbildenden Schulen. Der frühere Bahnhof Osterode (Harz) (welcher als klassischer Bahnhof mit Wartehalle, Fahrkartenverkauf und Bahnhofsgaststätte gebaut war) und der Haltepunkt Osterode Süd entfielen. Die neuen Haltepunkte verfügen lediglich über Wartehäuschen, wie es aus dem Busverkehr bekannt ist, und bieten – abgesehen vom Fahrkartenautomaten – darüber hinaus keine besondere Ausstattung. Während der ehemalige Güterbahnhof nun als Moschee dient („Fatih-Moschee“), steht der ehemalige Bahnhof Osterode leer und verfällt zusehends.
Der Linienbusverkehr in und um Osterode wird von der Regionalbus Braunschweig GmbH (RBB) im Verkehrsverbund Süd-Niedersachsen (VSN) durchgeführt. Hierzu gehört auch der Nahverkehr auf der Schiene.
Die schmalspurige Bahnstrecke Osterode–Kreiensen wurde 1967 aufgegeben.

### Öffentliche Einrichtungen
Seit 1973 besteht im Kurpark eine Stadthalle für kulturelle Veranstaltungen, die von 2007 bis 2009 für 2,5 Mio. Euro saniert und dabei um ein Restaurant erweitert wurde.
1893 wurde eine erste Schwimmhalle und 1928 das Freibad an der Schwimmbadstraße eröffnet, 1996 die Schwimmhalle aus dem Jahr 1970 zum Erlebnisbad „Aloha Aqua-Land“ umgebaut und 2008 mit Saunaanlage erweitert. Im Jahr 2020 begann mit einem Teilabriss der Umbau des Schwimmbades mit Freibad.
In der ehemaligen Luisenschule in der Scheffelstraße 14 unterhält die Stadt Osterode seit 1958 eine Stadtbibliothek, die sich zuvor von 1911 bis 1936 im Stadtbauamt am alten Schulhof und von 1936 bis 1956 im Ritterhaus befand.

### Generalfeldmarschall-Rommel-Kaserne
Osterode am Harz war von 1961 bis Ende 1993 Garnisonsstadt. Die GFM Rommel-Kaserne beheimatete das ehemalige Panzergrenadierbataillon 12 und von 1972 bis 1993 auch den Fernmeldesektor C des Fernmelderegiments 71 der Bundeswehr. Nach Aufgabe des Standortes Ende Dezember 1993 hatte die Bundesvermögensverwaltung die Verwaltung und Vermarktung der Liegenschaft übernommen.

### Bildung
In Osterode am Harz gibt es fünf Grundschulen („Am Jacobitor“, „Dreilinden“ und „Röddenberg“, sowie in den Ortsteilen Lasfelde und Förste), die Hauptschule Neustädter Tor am Spritzenhausplatz, die Realschule auf dem Röddenberg und das Tilman-Riemenschneider-Gymnasium. Mit der Wartbergschule existiert eine Förderschule mit den Schwerpunkten Lernen, körperliche und motorische Entwicklung, geistige Entwicklung und Entwicklung der Sprache.
Für die Berufsausbildung stehen mehrere Berufsschulen zur Verfügung, so die Europa-Schule Berufsbildende Schule I am Neustädter Tor als Handelslehranstalt mit Fachgymnasium und die Berufsbildende Schule II mit den Standorten An der Leege und am Neustädter Tor als Regionales Kompetenzzentrum mit Erasmus+ Programm.

### Unternehmen
Zu den Betrieben, die hier einen Sitz haben, gehören
- Martin Christ Gefriertrocknungsanlagen, Geräte zur Gefriertrocknung
- Harz Energie, Energieversorger
- Harz-Weser-Werke, gemeinnützige GmbH für Menschen mit Behinderung
- Piller, Produkte zur unterbrechungsfreien Stromversorgung
- Sigma Laborzentrifugen, Hersteller von Zentrifugen

Niederlassungen von Firmen mit auswärtigem Sitz sind:
- Bilfinger Engineering & Technologies, Rohrleitungssysteme für den Anlagenbau
- Kamax, Hersteller von Verbindungselementen für die Automobilindustrie
- Kodak Graphic Communications, Produktionsstätte für Offsetdruckplatten
- Miba, Produktion von Gleitlagern, Gleit- und Dichtelementen sowie Werkstoffen hierfür
- Sun Chemical, Druckfarbenhersteller
- Thermo Fisher Scientific, Hersteller von Laborausrüstungen